# تقويم جماهيري
التقويم الجماهيري أو التقويم الليبي هو التقويم الذي استُخدم في ليبيا زمن حكم معمر القذافي، توقف استخدام هذا التقويم بعد الحرب الأهلية الليبية سنة 2011.

## أسماء الشهور
ارتبطت أسماء الشهور في الجماهيرية العربية الليبية بفصول السنة وبشخصيات تاريخية وهي بالترتيب:
| - أي النار (1) - النوار (2) - الربيع (3) - الطير (4) - الماء (5) - الصيف (6) | - ناصر (7) - هانيبال (8) - الفاتح (9) - التمور (10) - الحرث (11) - الكانون (12) |

## معاني الشهور
لشهور التقويم الليبي معانٍ بليغةٌ؛ فمنها ما للفصول، ومنها ما للمناسبات والأحداث، ومنها ما على أسماء شخصيات تاريخية.
- شهر أي النار أو أين النار، وهو شهر 1 وسُمِّي بهذا الاسم لأن الفصل يكون شتاء والبرد شديدًا، ولذلك يبحث الناس عن النار للتدفُّؤ بها.
- شهر النوار وهو شهر 2 وسمي بهذا الاسم لتفتح الزهور والنوار فيه، والنوار هو نوع جميل من أنواع الزهور.
- شهر الربيع وهو شهر 3 وسمي بهذا الاسم لأنه بداية فصل الربيع.
- شهر الطير وهو شهر 4 وسمي بهذا الاسم لأن الطيور تهاجر في شهر أبريل.
- شهر الماء وهو شهر 5 وسمي بهذا الاسم لأن في هذا الشهر يذوب الثلج وتكثر في هذا الشهر موارد الماء.
- شهر الصيف شهر 6 وسمي بهذا الاسم لأنه بداية فصل الصيف.
- شهر ناصر شهر 7 وسمي بهذا الاسم اقتداء بثورة الزعيم الراحل جمال عبد الناصر وهي ثورة 23 يوليو.
- شهر هنيبال شهر 8 وسمي بهذا الاسم لأن التسمية القديمة أغسطس على اسم قائد روماني وهانيبال قائد جيوش قرطاجي مشهور ومعروف ببطولاته وخاصة محاولته غزو روما.
- شهر الفاتح شهر 9 وسمي باسم الفاتح لأن ثورة الفاتح التي قام بها الزعيم معمر القذافي كانت في شهر سبتمبر.
- شهر التمور شهر 10 وسمي بالتمور وذلك لأن المزارعين يقطفون التمور من النخيل وثمار أخرى في هذا الشهر.
- شهر الحرث شهر 11 وسمي بهذا الاسم لأن الأرض تُحرث في هذا الشهر استعدادا لزراعتها للموسم.
- شهر الكانون شهر 12 وسبب التسمية أن البرد قارس ويوقد الناس الكانون داخل المنازل للتدفئة، والكانون هو عبارة عن إناء فخاري يوضع به الفحم المشتعل ويستعمله الناس في الماضي لعدم وجود آلات التدفئة الموجودة الآن.

## سبب التسمية
غير العقيد معمر القذافي أسماء الشهور الميلادية لأن بعض أسماء الأشهر الميلادية كانت أسماء آلهة رومانية، ومن المعروف أن الليبيين مسلمين لهم إله واحد هو الله الذي لا إله إلا هو، وحتى تلك الشهور التي كانت تعني أرقامًا في القاموس اللاتيني فلم تكن صحيحة في الترتيب على سبيل المثال «سبتمبر» في اللغة اللاتينية يعني رقم 7 ولكن العالم بأسره يطلقه على شهر 9،  وكذلك شهور «أكتوبر و نوفمبر و ديسمبر» وهذا خطأ بحد ذاته.